# Claire Lalouette
Pour les articles homonymes, voir Lalouette.
Claire Lalouette (1921-2010) est une égyptologue française, ancien membre scientifique de l'IFAO, professeur émérite à l'université Paris-Sorbonne.

## Publications
- Fidèles du soleil : à propos de la statuette du musée de Brooklyn 37, 48 E, Paris, Faculté des lettres et sciences humaines, 1963.
- La Littérature égyptienne, coll. « Que sais-je ? », no 1934, Paris, PUF, 1981.
- Textes sacrés et textes profanes de l'ancienne Égypte. 1 : Des pharaons et des hommes, préface de Pierre Grimal, Paris, Gallimard, 1984  (ISBN 2070701425)
- Textes sacrés et textes profanes de l'ancienne Égypte. 2 : Mythes, contes et poésie, Paris, Gallimard, 1987  (ISBN 2070711765)
- Histoire de la civilisation pharaonique. 1 : Au royaume d'Égypte : le temps des rois-dieux, Paris, Fayard, 1991 (réédition : Paris, Flammarion, 1995  (ISBN 2080813293))
- Histoire de la civilisation pharaonique. 2 : Thèbes ou La naissance d'un empire, Paris, Fayard, 1986 (réédition : Paris, Flammarion, 1995  (ISBN 2080813285))
- Histoire de la civilisation pharaonique. 3 : L’Empire des Ramsès, Paris, Fayard, 1985 (réédition : Paris, Flammarion, 1995  (ISBN 2080813293))
- L'Art de la vie dans l'Égypte pharaonique, Paris, Fayard, 1992  (ISBN 2213029202)
- Mémoires de Ramsès le Grand, Paris, Éditions de Fallois, 1993  (ISBN 2877061841)
- Contes et récits de l'Égypte ancienne, Paris, Flammarion, 1995.
- L'Art figuratif de l'Égypte pharaonique, Paris, Flammarion, 1996  (ISBN 2080813269)
- Les Hommes illustres du temps des pharaons, Paris, Flammarion, 1996  (ISBN 2082100251)
- Mémoires de Thoutmôsis III, Paris, Calmann-Lévy, 1997  (ISBN 2702127142)
- Sagesse sémitique : de l'Égypte ancienne à l'Islam, Paris, Albin Michel, 1998  (ISBN 2226096108)
- Le Monde des Ramsès, Paris, Bayard, 2002  (ISBN 2227139439)
- Dieux et pharaons de l'Égypte ancienne, Paris, J'ai lu, 2004  (ISBN 2-290-34034-0)